# Zawratowa Turnia
Zawratowa Turnia (niem. Unterer Seealmturm, słow. Závratová veža, węg. Zawrat-torony, 2247 m) – turnia we wschodniej grani Świnicy w Tatrach Wysokich. Znajduje się w tej grani między Niebieską Turnią, oddzieloną Niebieską Przełęczą, a Małym Kozim Wierchem, od którego oddziela ją przełęcz Zawrat.
Od Zawratowej Turni odchodzi w kierunku północnym Grań Kościelców, w której wyróżniają się kolejno od turni Zadni Kościelec (oddzielony Mylną Przełęczą), Kościelec i Mały Kościelec. Zawratowa Turnia wznosi się nad trzema kotłami lodowcowymi. Jej północno-zachodnie stoki opadają do Mylnej Kotlinki (najwyższe piętro Doliny Zielonej Gąsienicowej), północno-wschodnie do Kotła Zmarzłego Stawu Gąsienicowego, południowe do Dolinki pod Kołem (najwyższe piętro Doliny Pięciu Stawów Polskich).
Nazwa turni pochodzi od sąsiedniej przełęczy Zawrat.
Pod samą przełęczą w skale umocowana jest figurka Matki Boskiej. Została tam umieszczona w 1904 r. przez ks. Walentego Gadowskiego i Klimka Bachledę z okazji 50. rocznicy ogłoszenia dogmatu o Niepokalanym Poczęciu Najświętszej Maryi Panny.
Pierwsze znane wejścia:
- latem: E. Witlaczil w 1889 r.
- zimą: Henryk Bednarski, Józef Lesiecki, Leon Loria i Stanisław Zdyb 1 lub 2 stycznia 1910 r.[5]

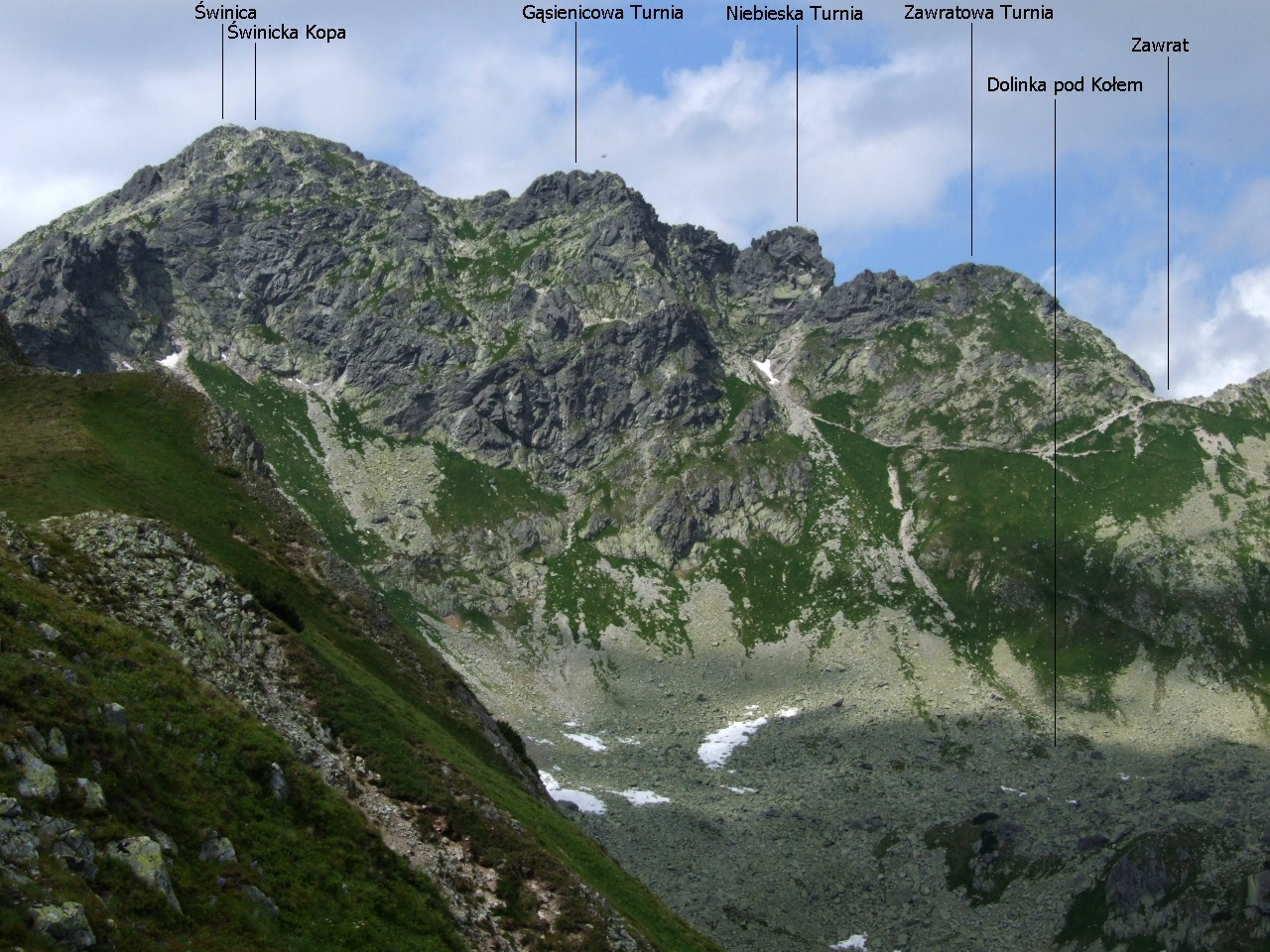
Widok z Gładkiej Przełęczy
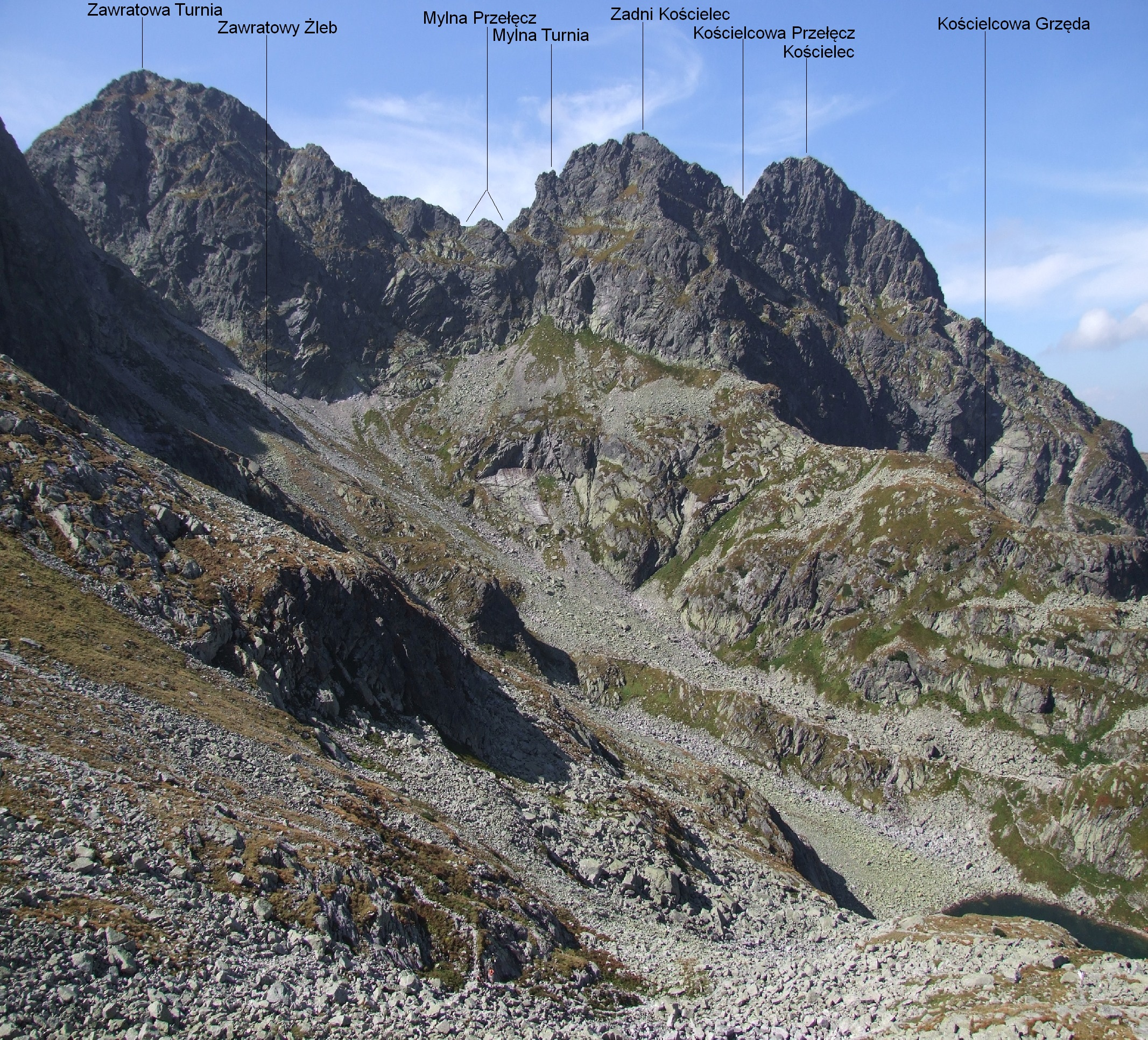
Widok z Orlej Perci
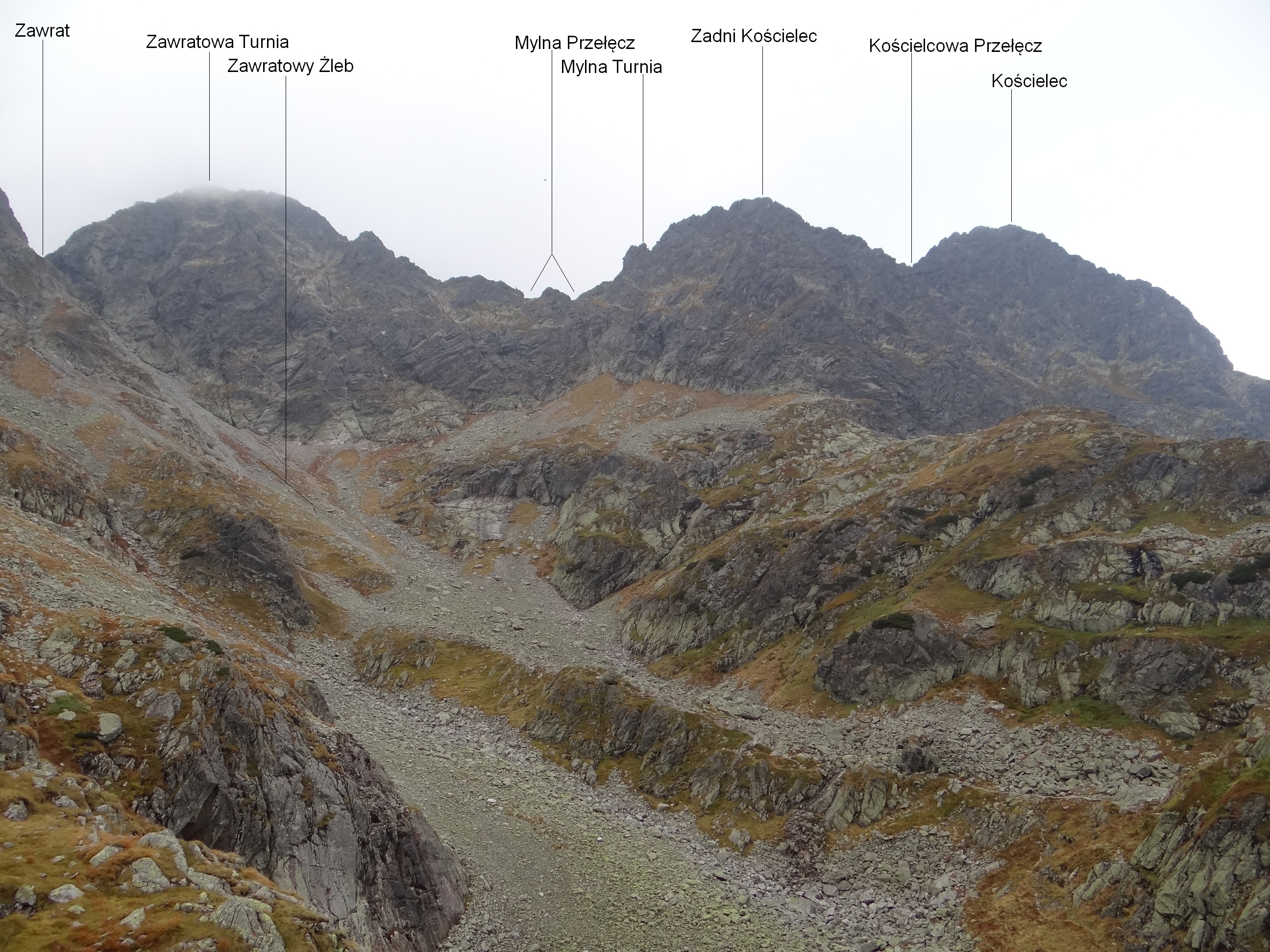
Widok z Zawratowego Żlebu
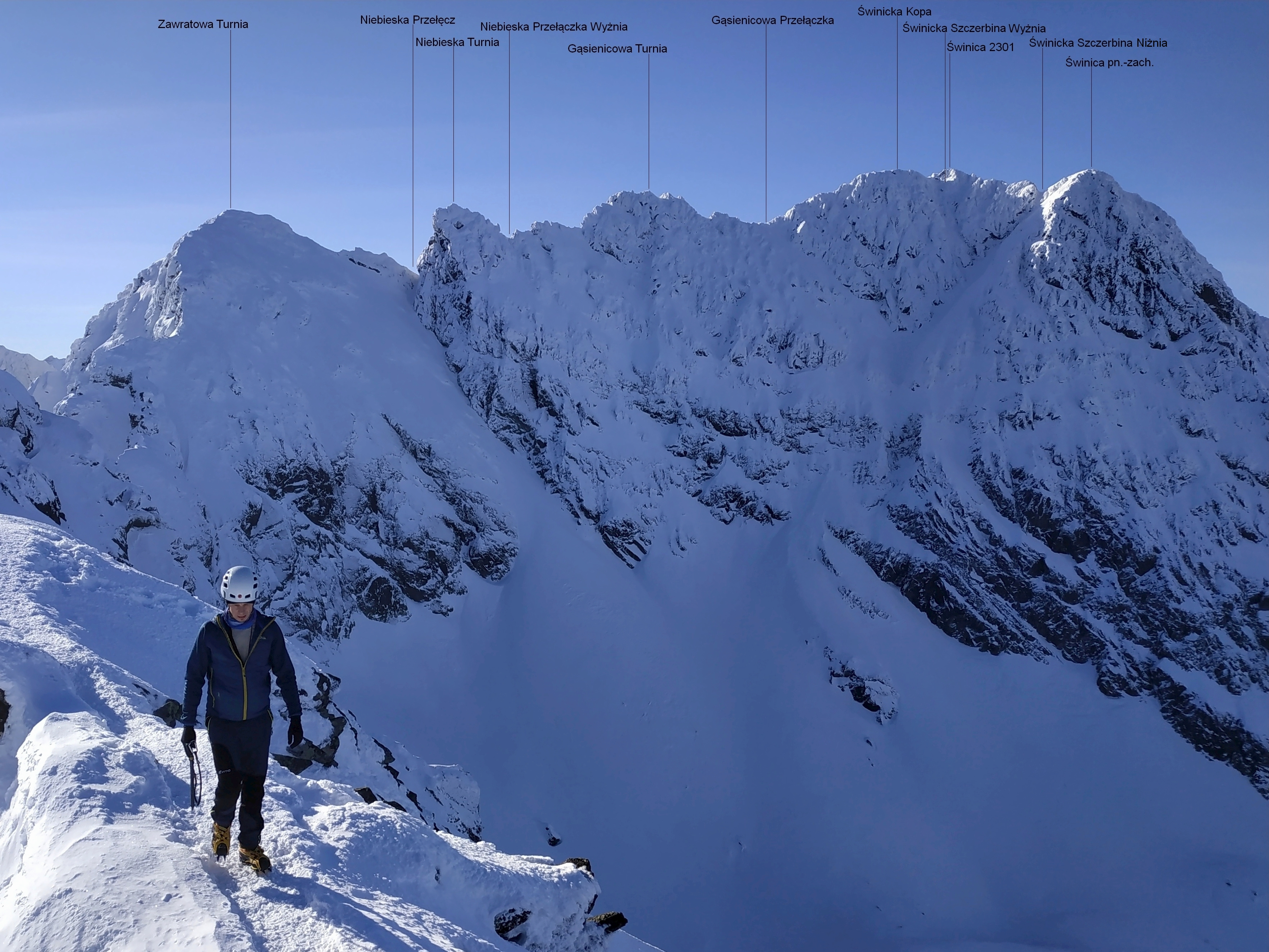
Widok z Kościelca
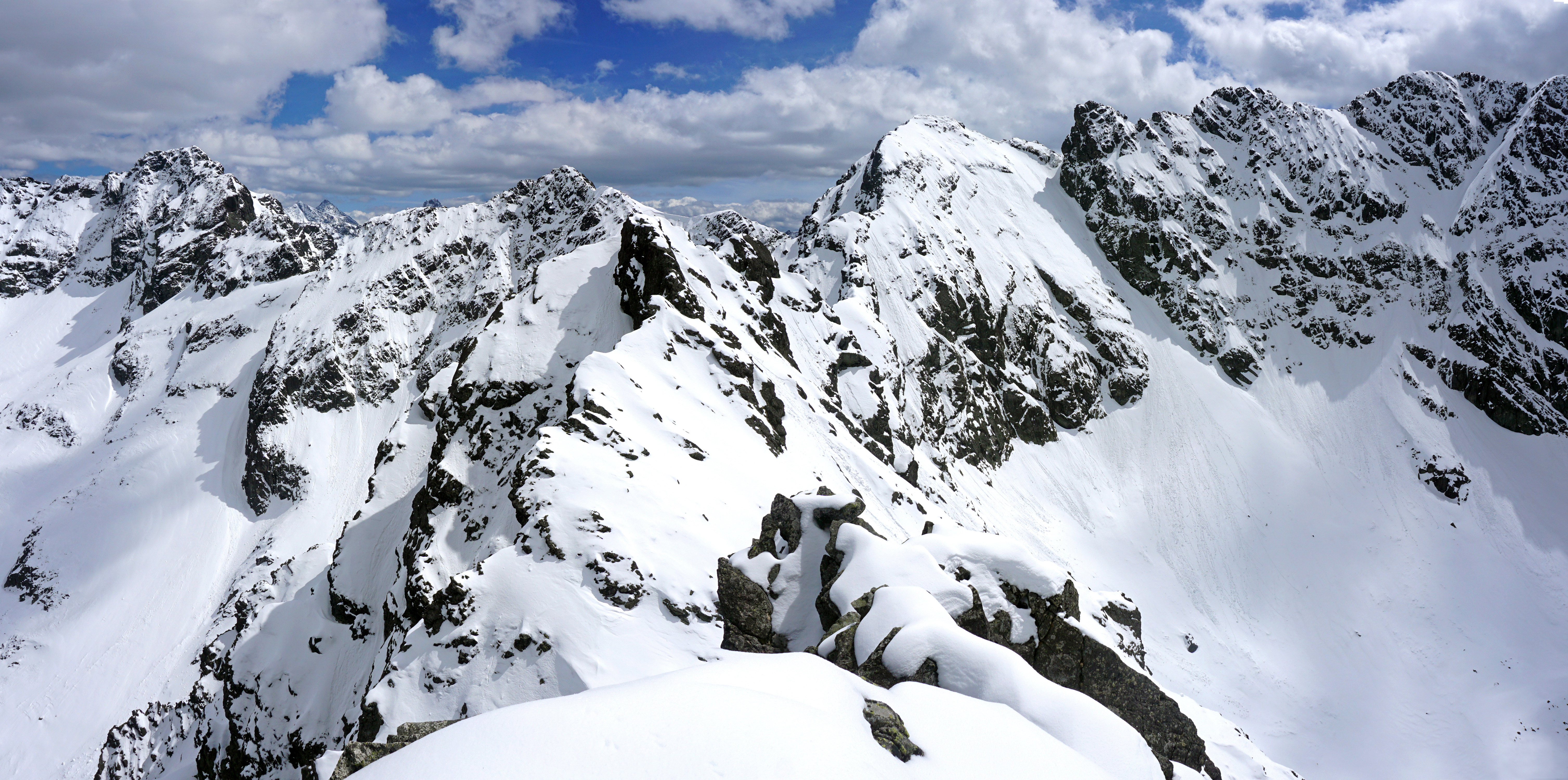
Widok z Kościelca